# TV Alese
TV Alese é uma emissora de televisão brasileira situada no município de Aracaju, Sergipe. Ela é controlada pela Assembleia Legislativa de Sergipe.

## História
Antes do surgimento da TV Alese, o passo da criação da emissora foi a Lei 8.977/95, que regulamenta o serviço de TV a cabo no país.
A emissora entrou no ar em 22 de junho de 2004, sob a gestão do presidente da Assembleia Legislativa de Sergipe o deputado Antônio Passos.
A TV Alese tornou-se mais do que um canal de transmissões das sessões legislativas. Ganhou um conteúdo capaz de ampliar ainda mais a relação do parlamento com o povo sergipano. Os programas, o jornalismo e os debates viraram valiosos instrumentos de transparência e cidadania. O telespectador passou a acompanhar mais de perto as votações, o trabalho nas comissões temáticas e a atuação dos deputados. Cada parlamentar foi chamado a mostrar seus projetos, levar à população temas de alcance social. E no programa “Com a Palavra” cada deputado explica os projetos de Lei e os requerimentos que encaminham no parlamento.
A emissora produz também reportagens especiais com foco na formação da cidadania, meio ambiente, saúde e documentários especiais sobre temas diversos e de interesse da comunidade, a exemplo dos documentários sobre o crack, o alcoolismo, os 20 anos da Constituição Estadual de Sergipe e os 20 anos do Estatuto da Criança e do Adolescente (ECA).
A TV Alese tem a programação a serviço da informação com foco na divulgação do trabalho legislativo local, com programas diversificados.
A emissora mantém praticamente 24 horas de transmissões que vão desde as sessões plenárias da Casa ao vivo, passando pelo noticiário em torno do dia-a-dia dos parlamentares, até programas de entrevistas e reportagens especiais, com forte acento no debate das ideias e na promoção da cidadania.
Seu conteúdo também é formado por programas que resgatam a historia de Sergipe, além de revelar a história de pessoas que contribuíram para o desenvolvimento do estado. Transmite também programas produzidos pela Câmara Municipal de Aracaju, Tribunal de Contas do Estado, Tribunal Regional do Trabalho e Tribunal de Justiça de Sergipe.
Também possui convênios com a TV Câmara e a TV Senado, para a exibição de documentários.
Desde 2007, na gestão do presidente, deputado Ulices Andrade, a emissora tem vigorosa fase de renovação que lhe reforçou a modernidade e o profissionalismo. A emissora ganhou nova grade de programação com uma identidade visual e editorial que a coloca no rol de uns dos mais avançados no país.
Com a saída do deputado Ulices Andrade da presidência da Assembleia, que foi chamado para o cargo de conselheiro do Tribunal de Contas do estado, foi aberto a eleição para o novo presidente. Entre as propostas dos candidatos, está a continuação da tentativa de transformar a TV Alese em uma emissora de televisão aberta, assim como ocorre em outros estados da federação.
Nos finais de semana, a TV Alese exibe programas inéditos dos mais variados temas que abrangem temas locais e nacionais. Como por exemplo no domingo, dia 14 de janeiro de 2011, o programa Tribuna Livre, que destacou um dos problemas crescentes em Aracaju, a situação do transito. Neste programa, foram apresentadas possíveis soluções para a diminuição de acidentes e estudos da SMTT para melhorar o trânsito.
Em 30 de novembro de 2011, as sessões da Câmara Municipal de Aracaju, passaram a ser exibidas pela TV Alese, mas somente pelo canal da operadora de televisão a cabo, a Sim TV. O sinal da Câmara de Aracaju é enviado diretamente a sede da operadora.

## TV Aberta
Desde sua inauguração em 2004, a Assembleia Legislativa vem tentando conseguir um canal aberto para transmissão do sinal.
Em 2005, foi feita uma solicitação ao Ministério das Comunicações para que a emissora pudesse transmitir seus sinais na TV Aberta. Para isso foi aberto um processo que tramitou até meados de fevereiro de 2010.
Segundo a emissora, essa é a única forma de transmissão do seu sinal, pois não há recursos suficientes, além de ser praticamente impossível disputar uma concorrência junto com empresas privadas de alto porte financeiro.
Em fevereiro de 2010, o processo aberto em nome da Assembleia foi arquivado, fazendo com que a ideia da Assembleia não pudesse ser levada adiante. Com isso um canal necessário na TV aberta da cidade de Aracaju, continuará restrito aos assinantes das duas únicas operadoras de televisão da cidade: SIM e JET.
Segundo especialistas, para a TV Alese tornar-se um canal aberto será necessário a criação de uma fundação pública para o gerenciamento da emissora.
Com a expansão do sinal digital das emissoras públicas TV Senado e TV Câmara, a TV Alese pode vir a transmitir em conjunto com as mesmas, caso um acordo seja firmado.
No dia 15 de dezembro de 2016 foi inaugurando em transmissão digital o canal da TV Alese, TV Câmara e TV Senado.